# Georges Grignard
Auguste Georges Paul Grignard (25 de julho de 1905 – 7 de dezembro de 1977) foi um automobilista francês que participou do GP da Espanha de 1951 de Fórmula 1.